# Mario Giordano
Mario Giordano (Alessandria, 19 giugno 1966) è un giornalista, conduttore televisivo e saggista italiano.

## Biografia
Laureato in Scienze politiche presso l'Università degli Studi di Torino, inizia la sua carriera a Il nostro tempo, settimanale cattolico di Torino, per proseguire, nel 1994, a L'Informazione e, nel 1996, al quotidiano Il Giornale diretto da Vittorio Feltri. Dopo varie apparizioni al Maurizio Costanzo Show in qualità di ospite, il debutto in televisione avviene in Rai nel 1997 con Pinocchio, la trasmissione di Gad Lerner, dove veste i panni del Grillo Parlante.
Dopo la conduzione di Dalle 20 alle 20, su Rai 3, torna a lavorare con Lerner alla seconda edizione di Pinocchio in cui, armato di bicicletta, presenta cifre e scandali sui temi casuali d'attualità. All'inizio del 2000 ha una breve parentesi al TG1 diretto da Gad Lerner, da cui si dimette contestualmente alle dimissioni del direttore. Il 25 novembre 2000 diventa il nuovo direttore di Studio Aperto (al posto di Paolo Liguori), spazio televisivo a cui farà acquisire una certa notorietà, riservando un ampio spazio alla cronaca rosa. A partire dal 2003 dirige altre due trasmissioni televisive su Italia 1: Lucignolo e L'alieno (di quest'ultimo programma è anche conduttore).
Il 10 ottobre 2007 da Studio Aperto passa a dirigere Il Giornale con cui già collaborava come editorialista, sostituendo Maurizio Belpietro che passa alla guida del settimanale Panorama. L'insediamento nel quotidiano di via Negri avviene l'11 ottobre 2007. È coinvolto in un caso politico per una nota di redazione "Lambertow premiato dai giapponesi", apparsa su Il Giornale del 30 aprile 2009, in cui ci si riferisce al popolo giapponese come "musi gialli" suscitando una richiesta di scuse ufficiali da parte di Shinsuke Shimizu, ministro e vice capo missione giapponese.
Il 20 agosto 2009 lascia Il Giornale per riapprodare a Mediaset come direttore delle Nuove Iniziative News e, dal 1º settembre 2009, è nuovamente direttore di Studio Aperto, il TG di Italia 1. Il 21 febbraio 2010 lascia ancora una volta Studio Aperto, che passa sotto la direzione di Giovanni Toti che ne era già condirettore, e viene nominato direttore di NewsMediaset, testata d'informazione del gruppo di Cologno Monzese. Contestualmente diventa editorialista del quotidiano Libero. Il 29 dicembre 2010 lascia la collaborazione con il quotidiano Libero e torna a scrivere per Il Giornale in veste di editorialista.
Nel settembre 2012 lascia ancora una volta il quotidiano diretto da Alessandro Sallusti per far ritorno al quotidiano Libero, sempre come editorialista. Dal 28 novembre 2011 è anche il direttore del nuovo canale Mediaset all-news TGcom24. Il 10 giugno 2013 lascia la direzione di TGcom24 per quella di Videonews, salvo essere nominato, il 24 gennaio 2014, direttore del TG4 in seguito alla discesa in politica di Giovanni Toti. A Videonews viene sostituito da Claudio Brachino, che aveva già diretto la testata dal 10 ottobre 2007 al 9 giugno 2013.
Nel luglio 2016 lascia Libero per seguire Maurizio Belpietro nella fondazione di La Verità, un nuovo quotidiano il cui primo numero esce il 20 settembre 2016. Il 12 aprile 2018 lascia la conduzione del TG4, dove al suo posto subentra Marcello Vinonuovo, rimanendo comunque direttore del TG4 fino al 6 maggio dello stesso anno, in quanto nominato direttore delle Strategie e dello Sviluppo dell'informazione Mediaset.
Nella direzione del telegiornale di Rete 4 gli succede Rosanna Ragusa, dal 2016 condirettrice di Videonews. Dal 2018 conduce sempre su Rete 4 Fuori dal coro inizialmente dal lunedì al venerdì alle 19:30 e dall'estate 2019 in prima serata. La sua conduzione del programma si caratterizzerà sempre più per gli atteggiamenti alquanto scenografici che colorano in chiave polemica gli argomenti politici su cui si basa lo spettacolo televisivo. Dal 2018 cura su Panorama la rubrica di chiusura "Il grillo parlante".
Dal 7 maggio 2018 è direttore delle Strategie e dello Sviluppo dell'informazione Mediaset.

## Vita privata
È sposato con Paola Maravalle, con la quale ha avuto quattro figli: Alice (1993), Lorenzo (1995), Camilla (2003) e Sara (2005). Ha più volte dichiarato di essere tifoso del Torino.

## Satira

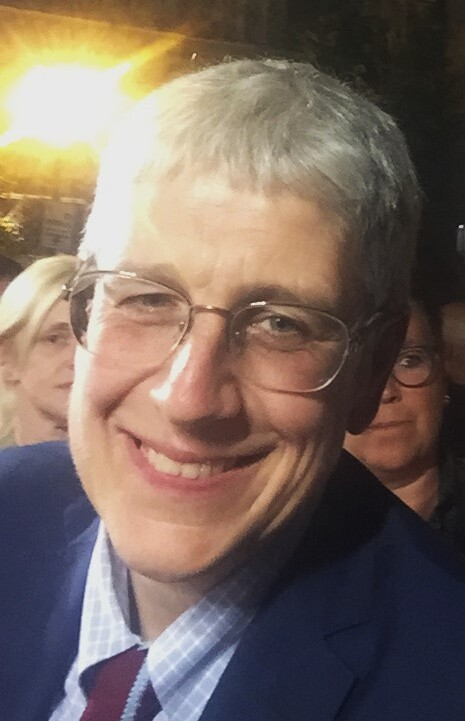
Mario Giordano nel 2018

Mario Giordano viene spesso bersagliato dalla satira per via della sua caratteristica voce molto acuta e del suo modo di parlare molto veloce nel quale spesso le parole si sovrappongono. Nel 2004, a Mai dire domenica, il comico Fabio De Luigi ne fece uno dei personaggi del suo repertorio, ironizzando sul suo programma L'alieno.
Durante gli anni della sua direzione di Studio Aperto, Lo Zoo di 105 proponeva una parodia di Studio Aperto in cui spesso compariva la figura di "Giordanino". Nel settembre 2009, dopo il suo ritorno alla direzione di Studio Aperto, La carica di 101 ha introdotto la parodia dei titoli di Studio Aperto a cura dello stesso Mario Giordano. Le frasi di apertura più frequenti sono "Allarme meteo" ed "Eccezionale a Lugano".
Nel 2019 l'imitatore Ubaldo Pantani ha proposto una parodia del programma di Rete 4 Fuori dal coro nella trasmissione di Rai 2 Quelli che il calcio, imitando la sua voce, acuta e risonante, ed i suoi movimenti, frenetici.
È stato vittima di Scherzi a parte due volte: la prima, nel 2006, quando durante una finta intervista con una radio, i DJ hanno finto di dimenticare il loro microfono aperto ed hanno iniziato a parlare male del giornalista, prendendolo in giro per la sua voce. La seconda, nel 2021, quando un gruppo di finti rom ha occupato la sua residenza estiva. 
I suoi siparietti durante la conduzione di Fuori dal coro sono stati spesso ripresi da Striscia la notizia, che li ha inseriti all’interno della rubrica I Nuovi Mostri, dedicata alle cosiddette "mostruosità televisive".

## Sanzioni e querele
- Nel 2008, Giordano, come direttore de il Giornale, viene sanzionato dall'Ordine dei Giornalisti per mancata rettifica in seguito a notizie pubblicate inesatte.[18]
- Nel 2009, Giordano, sempre come direttore de il Giornale, a seguito di negligenza professionale consente la pubblicazione di fotografie contraffatte sul quotidiano il Giornale.[19]
- Nel 2015, Giordano viene querelato dall'imprenditore Massimo Ferrero per averlo citato nel libro Pescecani per la vicenda di bancarotta fraudolenta della compagnia aerea Livingston.[20][21]

## Procedimenti disciplinari e legali
- Nel 2016 l'Ordine dei giornalisti sanziona Mario Giordano con il suo collega Maurizio Belpietro per aver diffuso odio razziale nei confronti dell'etnia rom. Questo a causa di un articolo in cui accusavano di una rapina alcuni rom, generalizzando su tutta l'etnia.

- Nel 2020 Mario Giordano torna alla cronaca per un nuovo episodio di odio razziale invitando, in qualità di conduttore, al programma televisivo Fuori dal coro Vittorio Feltri che dice:

Il conduttore non si dissociò durante la trasmissione e ricevette una seconda sanzione da parte dell'Ordine dei giornalisti della Lombardia..
- Nel 2020, Giordano viene querelato dal consiglio comunale della città di Napoli per razzismo ed incitamento all'odio razziale[26][27][28].

## Critiche
Mario Giordano è stato spesso criticato e definito da molti giornali, riviste e giornalisti come un "clown" per i suoi metodi lontani da una professionalità e sobrietà che ci si attenderebbe da un conduttore professionista. Notorio infatti è, ad esempio, l’episodio che vede Mario Giordano inaugurare una puntata del programma Fuori dal coro seduto su un banco con le rotelle che urla: "Serve a fare gli auto-scontri?"

## Programmi televisivi
- Pinocchio (Rai 1, 1997-1998; Rai 2, 1998-2000)
- Dalle 20 alle 20 (Rai 3, 1998)
- TG1 (Rai 1, 2000)
- Studio Aperto (Italia 1, 2000-2007, 2009-2010)
- L'alieno (Italia 1, 2003-2004)
- TG4 (Rete 4, 2014-2018)
- Fuori dal coro (Rete 4, dal 2018)

## Opere

### Saggistica
- Silenzio, si ruba. Le troppe verità che ci nascondono per continuare a svuotarci le tasche, Milano, Mondadori, 1997. ISBN 88-04-43400-7.
- Chi comanda davvero in Italia. I clan del potere che decidono per tutti noi, Milano, Mondadori, 1998. ISBN 88-04-45688-4.
- Waterloo! Il disastro italiano. Ultime notizie dall'Italia che non funziona, Milano, Mondadori, 1999. ISBN 88-04-46915-3.
- L'Unione fa la truffa. Tutto quello che vi hanno nascosto sull'Europa, Milano, Mondadori, 2001. ISBN 88-04-48176-5.
- Attenti ai buoni. Truffe e bugie nascoste dietro la solidarietà, Milano, Mondadori, 2003. ISBN 88-04-51229-6.
- Siamo fritti. Truffe, inganni e altri veleni nel piatto, Milano, Mondadori, 2005. ISBN 88-04-54389-2.
- Senti chi parla. Viaggio nell'Italia che predica bene e razzola male, Milano, Mondadori, 2007. ISBN 978-88-04-56775-2.
- 5 in condotta. Tutto quello che bisogna sapere sul disastro della scuola, Milano, Mondadori, 2009. ISBN 978-88-04-59009-5.
- Sanguisughe. Le pensioni d'oro che ci prosciugano le tasche, Milano, Mondadori, 2011. ISBN 978-88-04-61003-8; 2012. ISBN 978-88-04-62376-2.
- Spudorati. La grande beffa dei costi della politica. False promesse e verità nascoste, Milano, Mondadori, 2012. ISBN 978-88-04-62081-5.
- Tutti a casa! Noi paghiamo il mutuo, loro si prendono i palazzi, Milano, Mondadori, 2013. ISBN 978-88-04-62943-6.
- Non vale una lira. Euro, sprechi, follie: così l'Europa ci affama, Milano, Mondadori, 2014. ISBN 978-88-04-63979-4.
- Pescecani. Quelli che si riempiono le tasche alle spalle del Paese che affonda, Milano, Mondadori, 2015. ISBN 978-88-04-64808-6.
- Profugopoli. Quelli che si riempiono le tasche con il business degli immigrati, Milano, Mondadori, 2016. ISBN 978-88-04-66133-7; 2018. ISBN 978-88-04-70358-7.
- Vampiri. Nuova inchiesta sulle pensioni d'oro, Milano, Mondadori, 2017, ISBN 978-88-04-67602-7.
- Avvoltoi. L'Italia muore, loro si arricchiscono; acqua, rifiuti, trasporti; un disastro che ci svuota le tasche; ecco chi ci guadagna, Milano, Mondadori, 2018, ISBN 978-88-04-68601-9.
- L'Italia non è più italiana. Così i nuovi predoni ci stanno rubando il nostro Paese, Milano, Mondadori, 2019, ISBN 978-88-04-70824-7.
- Sciacalli. Virus, salute e soldi: chi si arricchisce sulla nostra pelle, Milano, Mondadori, 2020, ISBN 978-88-04-72514-5.
- Maledette iene. Quelli che fanno soldi sulle nostre disgrazie, Milano, Rizzoli, 2023, ISBN 978-88-17-18177-8.
- Dynasty, Milano, Rizzoli, 2025, ISBN 978-8817-19341-2.